# Sophie de Tott
Pour les articles homonymes, voir de Tott.
Sophie-Ernestine de Tott, née à Constantinople le 29 janvier 1758 et morte à Versailles le 20 septembre 1848, est une artiste peintre française.

## Biographie
Fille du baron François de Tott, un diplomate français d’origine hongroise, Sophie-Ernestine de Tott nait en 1758 à Constantinople, où son père est consul de France.
Réfugiée en Angleterre durant la Révolution française, elle expose plusieurs portraits à Londres à la Royal Academy entre 1801 et 1804. Elle sert de modèle à la Bacchante d’Élisabeth Vigée Le Brun (Williamstown, Clark Art Institute).
Rentrée en France en 1825, elle meurt en 1848 à Versailles, désignant sa sœur pour seule héritière. Une copie de son testament est conservée aux Archives nationales du Royaume-Uni.

Portrait de Sophie de Tott et œuvres
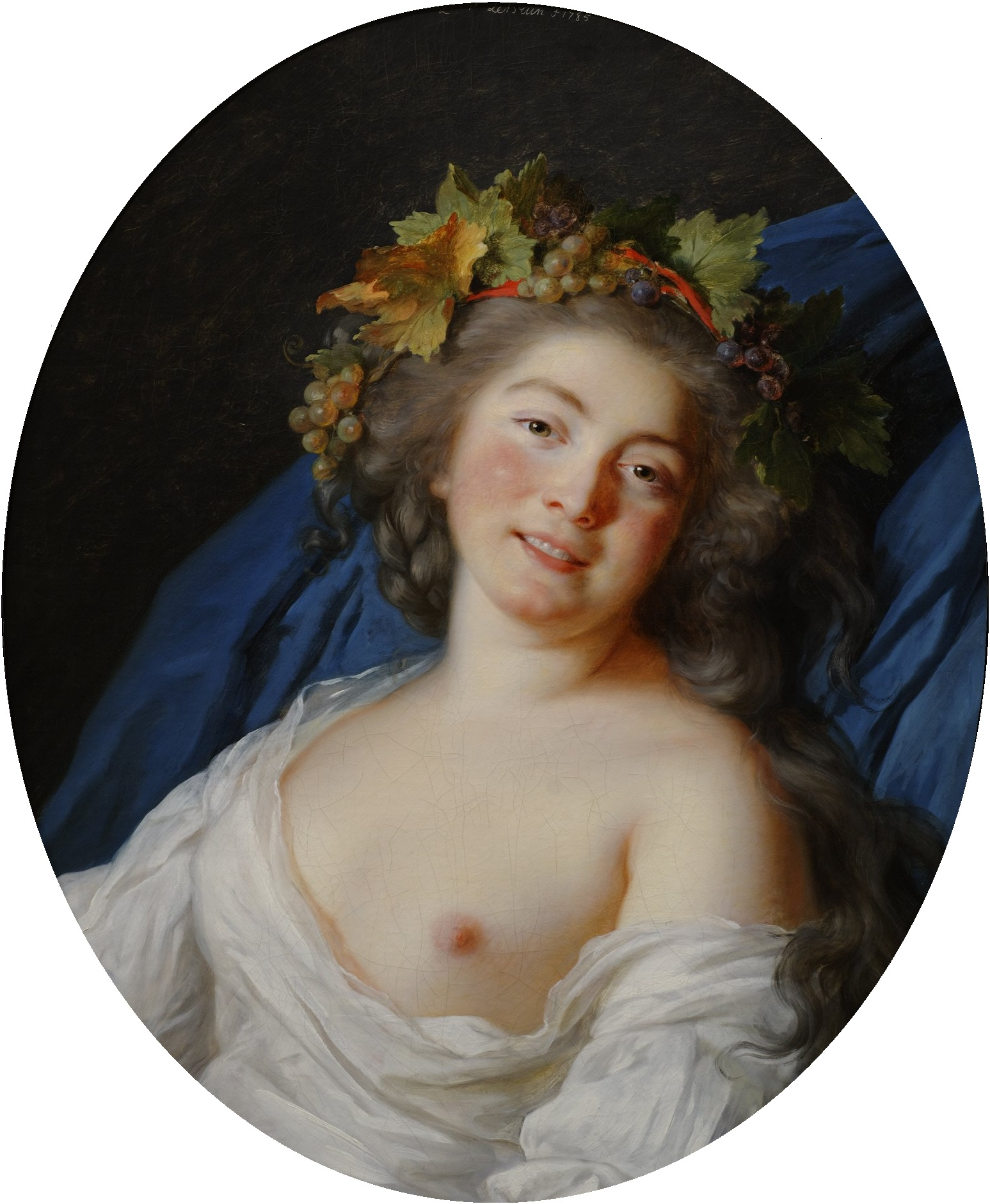
Élisabeth Vigée Le Brun, Bacchante (1785), Williamstown, Clark Art Institute. Portrait de Sophie de Tott.
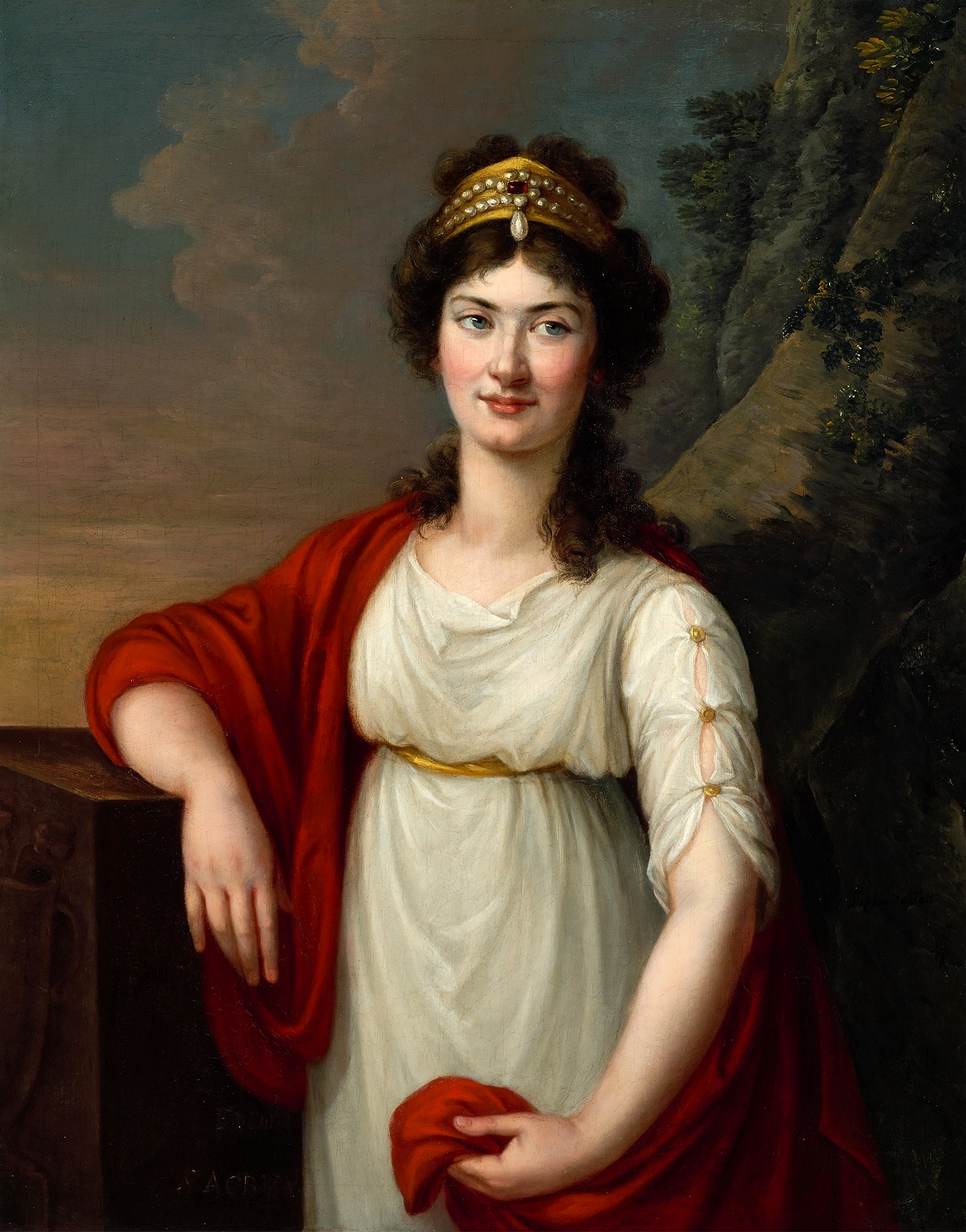
Portrait de Ludwika Lanckorońska née Rzewuska (vers 1800), château royal de Varsovie.
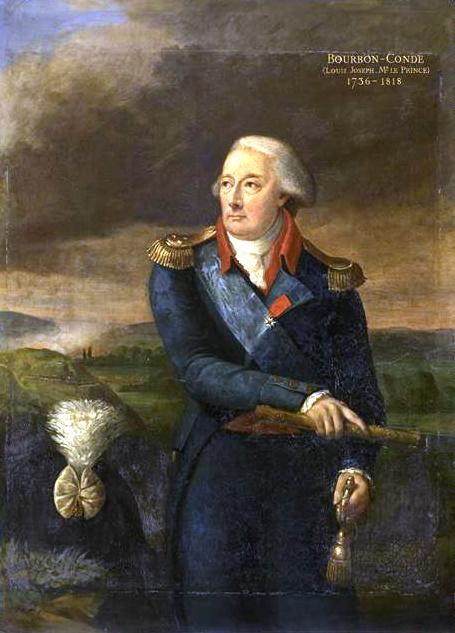
Portrait de Louis-Joseph de Bourbon, huitième prince de Condé (1736-1818) (1802), Chantilly, musée Condé.